# Vivian Anthony Dyer
Vivian Anthony Dyer (* 25. September 1906 in Bombay, Britisch-Indien; † 8. Februar 1962 in Kalkutta) war ein indischer Geistlicher und römisch-katholischer Erzbischof von Kalkutta.

## Leben
Vivian Anthony Dyer studierte Philosophie und Katholische Theologie am Priesterseminar in Kandy. Am 4. Oktober 1931 empfing er das Sakrament der Priesterweihe für das Erzbistum Bombay. Er war zunächst als Pfarrvikar der Gloria Church und der St. Ignatius Church tätig. Nachdem Dyer an der National University of Dublin einen Master of Arts erworben hatte, wurde er Sekretär des Erzbischofs von Bombay, Thomas Roberts SJ. Von 1943 bis 1947 wirkte er als Pfarrvikar der Pfarrei St. Andrew. Ab 1947 war Dyrer Generalvikar des Erzbistums Bombay und Rektor der Mount Mary’s Church.
Am 25. April 1959 ernannte ihn Papst Johannes XXIII. zum Titularerzbischof von Gabala und zum Koadjutorerzbischof von Kalkutta. Der Erzbischof von Kalkutta, Ferdinand Périer SJ, spendete ihm am 9. August desselben Jahres die Bischofsweihe; Mitkonsekratoren waren der Bischof von Poona, Andrew Alexis D’Souza, und der Bischof von Krishnagar, Louis La Ravoire Morrow SDB.
Mit dem Rücktritt von Ferdinand Périer SJ am 12. August 1960 folgte ihm Vivian Anthony Dyer als Erzbischof von Kalkutta nach.